# Aglaonice otignatha
Aglaonice otignatha är en fjärilsart som beskrevs av George Francis Hampson 1924. Aglaonice otignatha ingår i släktet Aglaonice och familjen nattflyn. Inga underarter finns listade i Catalogue of Life.